# Белозвёздный дрозд Суиннертона
Белозвёздный дрозд Суиннертона (лат. Swynnertonia swynnertoni) — вид птиц из семейства мухоловковых, единственный в роде Swynnertonia. Назван в честь натуралиста и энтомолога Свиннертона.

## Описание
Облик подобен обыкновенному белозвёздному дрозду, но у Swynnertonia swynnertoni имеется белый полумесяц в верхней части груди, внизу ограниченный чёрной линией, а серый хвост лишен жёлтых окон.
Оперение белозвёздного дрозда Суиннертона, для которого характерен половой диморфизм, необычно для африканских дроздов.

## Распространение
Вид обитает в Танзании, Мозамбике и Зимбабве.
МСОП присвоил таксону статус «Уязвимые виды» (VU).

## Синонимы
В синонимику вида входят следующие биномены:
- Erythracus swynnertoni Shelley, 1906
- Pogonocichla swynnertoni (Shelley, 1906)